# 迭戈·德洛斯里奥斯
迭戈·德洛斯里奥斯-尼古拉（西班牙語：Diego de los Ríos y Nicolau；1850年4月9日—1911年11月14日），西班牙军人，殖民地官员。曾在1898年9月-12月10日出任菲律賓總督。

## 早年生活
1850年4月9日出生于瓜达拉哈拉的一个军人家庭。1860年因父亲战功获得少尉军衔，同年进入部队服役。1865年晋升中尉。
1868年参加西班牙光荣革命，晋升上尉军衔。此后被派往波多黎各圣胡安服役三年。返回西班牙后参加卡洛斯战争，期间身受重伤，痊愈后被任命为步兵团长。1876年晋升中校军衔，被派往古巴服役。他负责由几个营组成的行动纵队，参与镇压古巴起义军。1878年《赞洪协议》签署后返回西班牙。
1886年担任国王阿方索十二世侍从武官，指挥马德里罗德里戈城营。9月19日爆发部队哗变，他指挥军队成功镇压。

## 菲律宾服役
1895年晋升准将，前往菲律宾棉兰老岛第1师第1旅担任旅长，负责保卫西班牙的殖民堡垒，抵抗摩洛人的围攻。他临时担任棉兰老岛的政治军事总督，在减少了许多定居点后，他设法为西班牙签署了一项有利的条约，为此他被马德里政府授予军事功勋大十字勋章。后来他被任命为班乃岛和内格罗斯岛的总司令，并于1896年9月随部队迁往马尼拉，镇压当年8月爆发的起义。他被任命为甲米地省和后来的吕宋岛的指挥官。
在費爾南多·普里莫·德·里维拉的政府下，他回到棉兰老岛担任政治军事总督，以平息已经爆发的叛乱。1898年4月上旬，他在棉兰老岛孤立无援，率领相当数量的部队前往宿务岛、内格罗斯岛和伊洛伊洛岛，以平息在这些岛屿上发生的起义。几天后，由于美国宣战，他掌管了米沙鄢群岛，并于5月被授予除吕宋岛以外的整个菲律宾群岛的总督权力，由总督巴西里奥·奥古斯丁-达维拉领导。
8月14日，马尼拉投降，美军开始接管整个菲律宾。签署和平协议后，他在班乃海域集结了几艘小型军舰和一艘武装商船，用它们追击叛军中队。在伊洛伊洛被叛军围困，激战后，他接到马德里的命令，撤离马尼拉，总督府迁往三宝颜。
1898年9月被任命为菲律宾总督。此时西班牙的殖民统治已经岌岌可危。此时他得到了马德里的命令，清算西班牙财政并准备撤离工作。同年12月离任。

## 战后生活
返回西班牙后，1902年被任命为塞维利亚军区司令。1907年晋升中将军衔。他担任过高级文职和军事职务；如最高战争和海军委员会顾问、安达卢西亚总司令，卡塞雷斯省参议员等职务。1909年-1910年任西班牙陆军参谋总长，陆军第一军区司令。1911年11月14日逝世，享年61岁。

## 荣誉
- 红色军功大十字勋章
- 天主教圣伊莎贝拉勋章